# 山本琢也 (アナウンサー)
山本 琢也（やまもと たくや、1968年3月6日 - 2008年1月4日）は、九州地方を中心に民放で活躍したアナウンサー。血液型はO型。

## 生涯
神奈川県横浜市出身。日本大学櫻丘高等学校、明治学院大学法学部を卒業後、1992年に開局して日が浅かった福岡県のTXN九州（TVQ、現・TVQ九州放送）にアナウンサーとして入社。川上政行（現・フリー）とともにニュース、プロ野球中継などを担当した。
1998年、TVQを辞め関東に戻り、TOKYO FM(TFM)に移籍。TFMではシドニー、ソルトレークシティ両オリンピックの取材を担当した。
2002年再び九州へ戻り、テレビ熊本(TKU)に移籍、ここでは報道専門となった。2005年に「FNSアナウンス大賞・ナレーション部門」を受賞する。
2008年1月4日、クモ膜下出血のため39歳で急死。死去は担当していた番組で伝えられた。

## エピソード
テレビ熊本に遺されている「1番」のヘルメットは山本の遺品で、のちに同局アナウンサーの熊本竜太に引き継がれており、熊本は「（山本さんを）現場に『連れて行ってあげます』」「守ってください」の念を込め、敢えて「山本」のネームシールをそのままにしているという。

## 出演した番組

### TVQ
- TVQニュース
- TVQ Super! Stadium（福岡ダイエーホークス戦中継）

### TKU
- TKUスーパーニュースぴゅあピュア（ニュースデスク、第2部・毎週木曜日のコーナー「ビジネス最前線」を担当）
- 夜はホンネで!?
- TKUスーパーニュース（土・日）